# Anna Zapała
Anna Zapała (ur. 3 marca 1996 roku) – polska piłkarka, występująca na pozycji napastnika. Reprezentuje barwy AZS-u UJ Kraków. Na rozegranych w czerwcu 2013 roku Mistrzostwach Europy do lat 17 piłkarka zdobyła wraz z reprezentacją Polski U-17 złote medale.